# Toggl Track
Toggl Track — це застосунок із відстеження часу і звітування по завданнях і проектах, розроблений компанією Toggl OÜ із штаб-квартирою в Таллінні, Естонія. 
Час можна відстежувати за допомогою кнопки старт/стоп, ручного введення або перетягування та зміни розміру часових блоків у календарі. Завдяки розширенню для браузера Toggl Track має інтеграцію з більш ніж 100 веб-сайтами.

## Деталі
Toggl був створений у 2006 році Аларі Ахо та Крістером Хаавом у Таллінні, Естонія. Спочатку сервіс був розроблений для внутрішнього використання. Співзасновники були розробниками програмного забезпечення і намагалися з'ясувати, скільки часу вони витратили на кожного з клієнтів. Потім засновники зрозуміли, що їхнім клієнтам також сподобався сервіс, і тому розширили його для роботи з невеликими групами, розробниками та незалежними консультантами. Він розроблений для декількох операційних систем, включаючи iPhone, Android, Windows, Mac і Linux. У Toggl працює понад 80 співробітників.

Записи часу та активні таймери синхронізуються в режимі реального часу через хмарний сервіс з веб-сайтом та різними додатками. Функції звітності дозволяють користувачам відстежувати час, витрачений на різні проекти, та аналізувати продуктивність.
За словами Аларі Ахо, генерального директора та засновника Toggl, додаток від самого початку повністю самофінансувався. Назва була створена за допомогою генератора випадкових імен.
У 2014 році компанія здійснила перехід від компанії, що базується в Таллінні, до повністю віддаленого бізнесу.
Станом на серпень 2016 року у Toggl було понад 1,6 мільйона зареєстрованих користувачів.
Продукт продається як програмне забезпечення як послуга, на основі ліцензії на кожне місце, з щомісячними та річними планами.
Окрім офіційних мобільних додатків, з використанням публічного API Toggl також створені клієнтські програми сторонніх розробників, наприклад, Timery для iOS.
7 вересня 2020 року Toggl провів ребрендинг на Toggl Track, оскільки компанія Toggl об'єдналася з Teamweek (тепер Toggl Plan) і Hundred5 (тепер Toggl Hire).